# Municipalità di Mount Remarkable
La municipalità di Mount Remarkable è una Local Government Area che si trova in Australia Meridionale. Essa si estende su una superficie di 3.424,5 chilometri quadrati e ha una popolazione di 2.951 abitanti. La sede del consiglio si trova a Melrose.